# Synode de Francfort

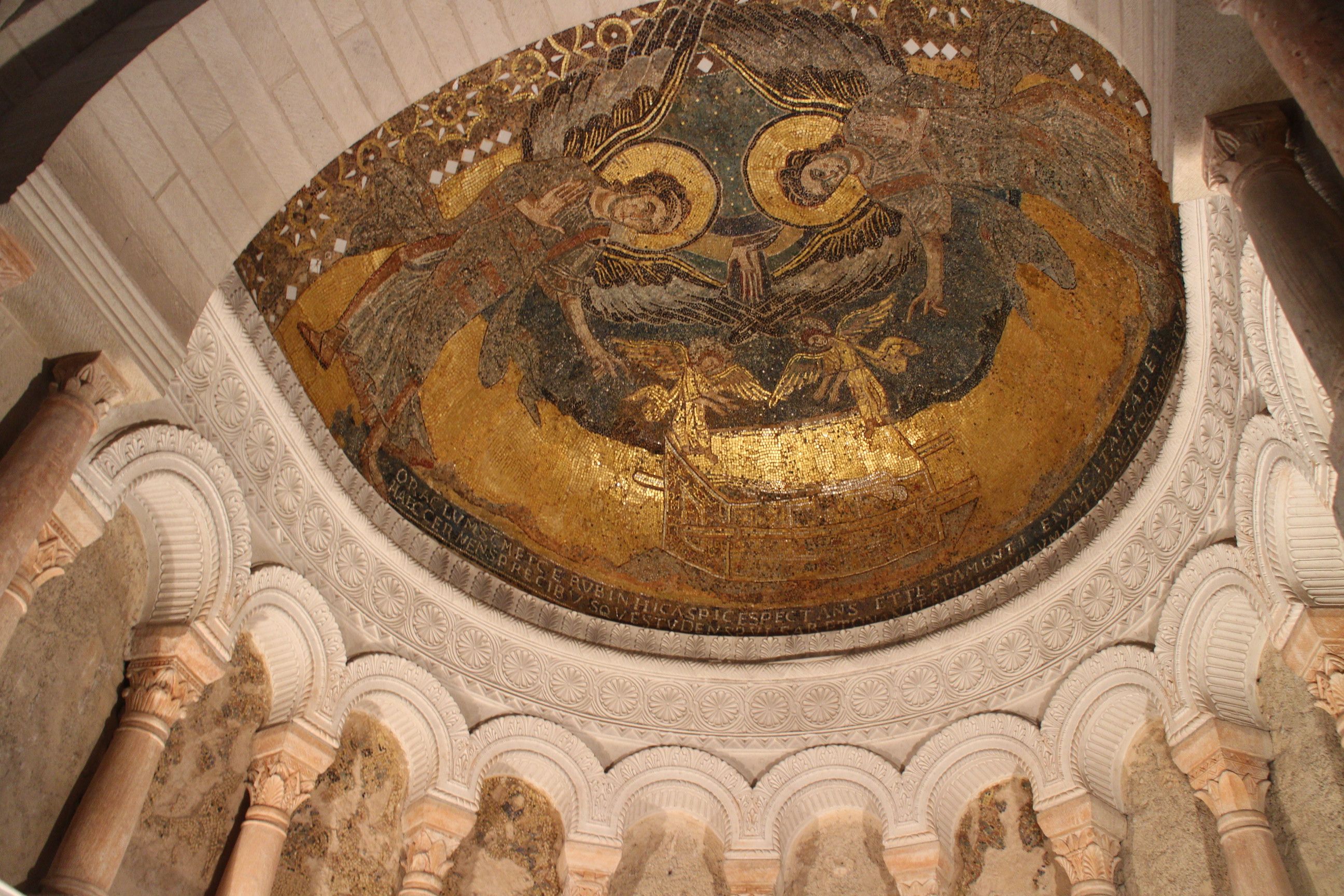
La mosaïque de l'Arche d'Alliance commandée par Théodulphe, autour de l'an 800, Germigny-des-Prés.

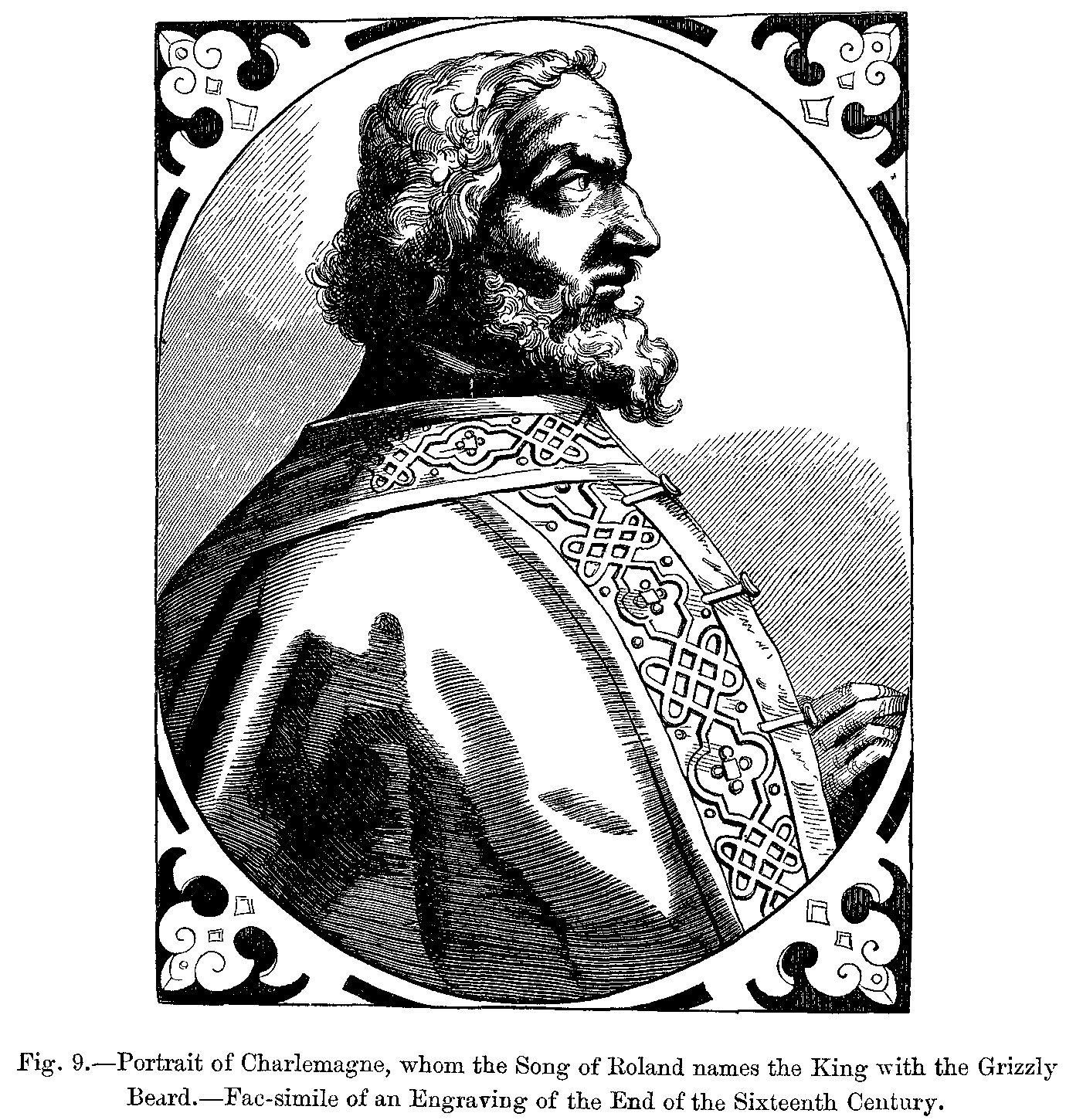
Charlemagne

Le synode ou concile de Francfort est une réunion des évêques du royaume franc convoqué par Charlemagne, ouverte le 1er juin 794 à Francfort dont c'est la première mention.

## Histoire
Le synode est réuni en réponse au deuxième concile de Nicée organisé par l'impératrice byzantine Irène pour résoudre la controverse iconoclaste en 787, où aucun représentant de l’Église franque n'avait été convié. La cour franque ne reconnaît pas le caractère œcuménique de Nicée et charge des théologiens (dont probablement Théodulf d'Orléans) de composer une série de traités (Libri Carolini) contre le concile. Il envoie un ambassadeur à Rome chargé de présenter au pape 85 remontrances. Les Libri Carolini, publiés en 791, affirment que c’est effectivement une erreur de détruire les icônes, mais que c’en est une aussi d’imposer leur vénération. Ces théories sont officiellement adoptées à Francfort sans l’avis du pape Adrien Ier, qui, représenté à Nicée, refuse de s'engager.
Le synode condamne également l’adoptianisme (Jésus-Christ est le fils adoptif de Dieu), une hérésie espagnole propagée par Félix d'Urgell et Élipand de Tolède. Il envisage la possibilité de prier en langue vernaculaire. Le roi des Francs refuse de reconnaître à l'Empire d’Orient la suprématie en matière de foi et se présente comme « le seul guide du peuple chrétien » (Alcuin).

## Concile de Nicée II
Puisque le concile de Francfort est directement en lien avec le deuxième concile de Nicée II, il est important d’établir les bases de ce dernier. Il est convoqué en 787 par l’impératrice d’Orient Irène ainsi que Constantin, et présidé par le patriarche Taraise, afin de rétablir le culte des images et d’ainsi mettre un terme au conflit politico-religieux engendré par l’iconoclasme. Plus de 365 évêques y sont présents, en plus de 132 moines. Ce concile, aussi appelé le septième concile œcuménique, met fin à la première période iconoclaste, et renvoie au processus de construction du christianisme orthodoxe. 
Il se tient donc le 13 octobre 787, et stipule que la vénération des icônes du Christ, de la Vierge, des anges et des saints se justifie pleinement de par l’Incarnation, qu’elle ne comporte nulle idolâtrie, puisque l’hommage rendu à l’icône va à son prototype, et qu’en conséquence elle est non seulement permise, mais nécessaire : la refuser reviendrait en effet à nier l’Incarnation du verbe de dieu. De sérieux malentendus surgirent donc en lien avec cette décision. Plusieurs historiens défendent même la théorie selon laquelle cette décision serait à l’origine de la césure entre monde latin et oriental, et même qu’elle trace la ligne entre judaïsme, christianisme et islam.

## La querelle des images
En Orient, la querelle des images désigne le conflit autour de la vénération des images et de ses partisans, appelés iconodoules, ainsi que de leurs adversaires, appelés iconoclastes, entre 730 et 843. La guerre des images fut déclenchée en 787 en lien avec la vénération qu’avaient les Grecs pour l’iconoclasme, et ce depuis 726, année où l’Empereur Léon III détruit une image du Christ qui se trouvait au dessus de la porte de bronze de Constantinople. C’est le premier épisode de la politique impériale de destruction des images sacrées . Les empereurs d’Orient instituèrent donc comme doctrine officielle l’iconodoulie au concile de Nicée II en 787.
Au cours du VIIIe siècle, cette querelle agite le monde byzantin, et ne touche, somme toute, que peu le monde occidental. Il s’agit donc d’un conflit portant sur la légitimité des icônes. Deux adversaires s’opposent; d’un côté, les adversaires des images (iconophobes, iconomaques ou iconoclastes), qui se recrutent en majorité dans les milieux de la cour impériale ou de l’armée.  Plusieurs empereurs et évêques font partie de cette école de pensée. De l’autre côté, les partisans de l’image sont les iconophiles ainsi que les iconodoules, soutenu par de nombreux partisans, dont le Pape Adrien qui grâce à son influence, permis aux iconodoules de se hisser au pouvoir en 787. Ces fidèles aux images se feront emprisonner, déporter, et même, dans plusieurs cas, mettre à mort.

## L’adoptianisme
L’autre élément fondamental du concile de Francfort est la doctrine adoptianiste, (quoiqu’elle soit minoritaire en comparaison avec l’iconoclasme), dont Félix d’Urgel, (clerc, lettré et théologien), ainsi que l’archevêque Élipand de Tolède,  furent partisans. Pour eux, ainsi que pour leurs fidèles, Jésus Christ, étant de nature divine, était bel et bien le fils de Dieu. Par contre, étant humain, il ne l’était que par adoption. Ce dogme fut condamné et considéré comme étant une hérésie. Bien que d’Urgel fut condamné plusieurs fois, soit en 792, 794 et 799, les évêques espagnols restèrent obstinément fidèles au concept d’adoptianisme.  Des raisons politiques motivent probablement cette condamnation, puisqu'à l'époque, Tolède échappait toujours à l’influence impériale.

## La convocation par Charlemagne du concile de Francfort
La convocation du concile de Francfort de 794 par Charlemagne prend forme en lien avec l’approbation du Pape Adrien Ier de l’imposition du culte de l’image dans l’empire d’Orient à la suite du deuxième concile de Nicée. La critique de Nicée II chez la plupart des théologiens relève du fait que ce concile serait seulement unius partis ecclesiae (parti unique de l’Église), qui donc parle au nom de tous et s’arroge le droit d’excommunier ceux qui pensent autrement, et parce que c’est un concile impérial, qui ne peut pas représenter l’Église universelle. Le pape Adrien se défendra cependant en affirmant que, pour lui, toutes les Églises avaient été consultées et que tous les patriarcats avaient exprimé leur position. Les années 790 se caractérisent selon une volonté de recherche d’un symbole de foi commun. Charlemagne vise assurément à légitimer sa suprématie sur l’ensemble de la chrétienté.
Charlemagne est en total désaccord avec cette nouvelle et il réagit fortement contre l’Église de Rome et contre l’empire d’Occident. Outre par la convocation du concile de Francfort en 794, les libri carolini seront également rédigés.

## Les livres carolins
Les libri carolini, ou livres carolins, probablement écrits par Théodulphe et dont le manuscrit original est conservé au Vatican, est un ouvrage à visée politique, mais qui concerne au premier chef le culte des images byzantin. Ce document est important quant à la compréhension des relations diplomatiques entre Rome et l’Orient. Dans cet ouvrage, Charlemagne s’oppose à la théologie politique grecque de l’Empire byzantin. L’autorité de Rome et de la tradition romaine est mise en relief dans les livres carolins. Ils contestent la structure pentarchique de l’Église et du concile de Nicée II. Les livres carolins tentent également de mettre en évidence la relation particulière qu’ont les Francs avec l’Église romaine. En somme, Charlemagne et ses conseillers sont indignés de ne pas avoir été consultés par l’Église grecque orthodoxe. Ils croyaient que les Églises du monde entier auraient dû être consultées. 
Pour discréditer l’image, Théodulphe (homme d’Église et de lettres carolingiennes) se sert de la théorie augustinienne du temps et affirme « que Dieu est de toute éternité, hors du temps, celui-ci n’existe que pour l’homme, pour ses trois dimensions, passé présent et futur ; l’image n’est qu’un aide-mémoire qui jette un pont entre les deux premières, mais la troisième n’appartient pas à son essence ; située dans le temps et ne recouvrant que certains de ses aspects, l’image ne peut pas se comparer à Dieu et n’est donc pas digne d’être vénérée. » 

## L’opinion chez les papes occidentaux
Quant aux papes occidentaux, ils s’en tiennent à une position intermédiaire, qui admet les images, mais refuse aussi bien leur vénération que leur destruction. Selon la tradition grégorienne, la fonction principale qu’ils reconnaissaient à l’image était celle pédagogique pour les illettrés. Ils permettaient la transmission de la mémoire sainte par l’image.  

## Participants
- Anian, abbé de l'abbaye Saint-Pierre-Saint-Paul de Caunes-Minervois[14]